# Électrodéionisation

L'électrodéionisation (EDI) ou électrodésionisation est une technologie de traitement de l'eau qui utilise le courant continu, les membranes échangeuses d'ions, et la résine échangeuse d'ions pour désioniser l'eau. L'EDI est généralement utilisée comme traitement de polissage après l'osmose inverse, et dans la production d'eau ultrapure. Elle diffère des autres méthodes de polissage par osmose inverse, comme les lits mixtes régénérés chimiquement, en fonctionnant en continu sans régénération chimique.
L'électrodéionisation peut être utilisée pour produire de l'eau de haute pureté, atteignant une résistivité électrique aux valeurs aussi élevées que 18,2 MΩ/cm.
L'électrodéionisation intègre trois processus distincts :
1. L'électrolyse (parfois appelée dialyse de l'eau) : un courant continu (DC) dirige les ions positifs et négatifs vers les électrodes avec des charges électriques opposées. Le potentiel électrique attire les anions et les cations des chambres de dilution, à travers des membranes échangeuses de cations ou d'anions, dans des chambres de concentration.
2. L'échange d'ions : une résine échangeuse d'ions remplit les chambres de dilution. Lorsque l'eau s'écoule à travers le lit de résine, des cations et des anions se fixent sur les sites des molécules.
3. La régénération électrochimique : contrairement aux lits mixtes régénérés chimiquement, l'EDI assure la régénération par fractionnement de l'eau induit par le courant électrique continu. La molécule H2O est cassée en H+ et OH- qui régénèrent efficacement la résine sans additifs chimiques externes.

L'EDI est parfois étiquetée « électrodéionisation continue » (CEDI) parce que le courant électrique régénère continuellement la masse de résine échangeuse d'ions.

## Qualité du flux d'entrée
Pour maximiser la pureté de l'eau du produit, l'eau d'alimentation EDI doit être prétraitée, généralement par osmose inverse. Lorsqu'elle est alimentée avec de l'eau d'alimentation, faible en solides dissous totaux (purifié par osmose inverse par exemple), le résultat peut atteindre des niveaux de pureté très élevés. La composition de l'eau d'alimentation doit être prise en compte dans certains paramètres pour éviter d'endommager l'instrument EDI. Les préoccupations courantes concernant la qualité de l’eau d’alimentation sont les suivantes :
- La dureté, qui est souvent limitée à 1 ppm (partie par million) de CaCO3 ou molécule correspondante, à quelques exceptions près jusqu'à 2 ppm.
- Le taux de silice (SiO2), qui ne doit généralement pas dépasser 1 ppm dans la plupart des cellules EDI ou 2 ppm dans les modules à cellules minces.
- Le taux de CO2, qui doit être surveillé pour éviter un chargement excessif de résine échangeuse d'anions.
- Le taux de TOC (carbone organique), qui peut entartrer les résines et les membranes doit être minimisé.
- Les taux de chlore, d'ozone, et d'autres oxydants peuvent altérer les résines et les membranes par des dommages permanents, et doivent être réduit.

## Histoire
L'électrodéionisation a été développée au début des années 1950 pour éliminer ou minimiser le phénomène de polarisation de concentration des systèmes d'électrolyse de l'époque. Un brevet sur la technologie a été déposé en 1953, et les publications ultérieures ont popularisé la technologie.
La technologie était limitée dans son application en raison de la faible tolérance aux solides dissous totaux, à la dureté et aux matières organiques. Au cours des années 1970 et 1980, l'osmose inverse est devenue une technologie préférée à la résine échangeuse d'ions pour les eaux à total de solides dissous (TDS, Total dissolved solids) élevé. À mesure que l'osmose inverse gagnait en popularité, l'EDI est apparue comme une technologie de polissage appropriée. Les systèmes osmose inverse-électrodéionisation combinés ont commencé à remplacer les systèmes d'échange d'ions régénérés chimiquement.
En 1986 et 1989, plusieurs entreprises ont développé de nouveaux appareils d'EDI. Les premiers modèles étaient grands, coûteux et souvent peu fiables. Cependant, dans les années 1990, des conceptions modulaires plus petites et moins coûteuses ont été introduites. Ces conceptions et leurs descendants contemporains sont cependant toujours confrontés à des limitations telles que le coût et une enveloppe opérationnelle limitée,.

## Applications
Dans l'industrie électronique, l'eau désionisée est utilisée pour rincer les composants pendant la fabrication. Ceci est nécessaire pour éviter le potentiel courts-circuits qui pourrait détruire des puces électroniques. Comme celles-ci sont très petites, il y a peu d'espace libre entre les éléments constitutifs et l'électricité indésirable peut conduire à travers les composants via même un petit nombre d'ions, provoquant un court-circuit. L'utilisation d'eau désionisée pour nettoyer les composants aide à raréfier au maximum les ions sur leurs surfaces et minimise ainsi les courts-circuits.
Dans l'industrie pharmaceutique, la présence d'ions indésirables dans l'eau utilisée dans le développement de médicaments peut entraîner des réactions secondaires indésirables et introduire des impuretés nocives.
Dans la production d'électricité, la présence d'ions dans l'eau d'alimentation d'une chaudière (d'eau) peut entraîner l'accumulation de solides ou la dégradation des parois, ce qui peut réduire l'efficacité de la chaudière et présenter des risques pour la sécurité.
Les préoccupations financières et de sécurité dans ces trois industries pour l'eau très pure fournit l'essentiel de la demande pour les dispositifs EDI et en stimule le développement.
Les systèmes d'électrodéionisation ont également été appliqués à l'élimination des métaux lourds de différents types d'eaux usées provenant des processus miniers, de galvanoplastie et nucléaires. Les principaux ions éliminés dans ces processus sont le chrome, le cuivre, le cobalt et le césium. Toutefois l'électrodéionisation élimine d'autres ions.

## Théorie
Une électrode dans une cellule électrochimique est proprement une anode ou une cathode — l'anode étant l'électrode d'où les électrons quittent la cellule et par quoi l'oxydation se produit, tandis que les électrons entrent dans la cellule par la cathode et déclenchent la réduction. Chaque électrode devient l'une ou l'autre en fonction de la tension (voltage) appliquée à la cellule. La cellule de déionisation est constituée d'une électrode et d'un électrolyte avec des ions qui subissent une oxydation ou une réduction. Parce qu'ils sont généralement constitués d'ions en solution, les électrolytes sont souvent appelés « solutions ioniques », mais des électrolytes fondus et solides sont également possibles.

Schéma d'une cellule de déionisation de l'eau

Quand l'eau passe entre les électrodes, les membranes filtrantes séparent les ions positifs et dirigent vers l'électrode négative (anode) et les ions négatifs vers l'électrode positive (cathode). En conséquence, les ions ne peuvent pas échapper à la cellule et de l'eau désionisée est produite.
Lors de l'utilisation d'un courant plus élevé que nécessaire pour le mouvement des ions, une partie de l'eau incidente sera divisée, formant des anions d'hydroxyde (OH-) et des cations d'hydrogène (H+). Ces espèces remplaceront les anions et les cations d'impuretés dans la résine. Ce processus est appelé "régénération in situ" de la résine. Ce remplacement se produit parallèlement au processus de désionisation, et permet donc une purification continue, par opposition à d'autres techniques « désionisantes » qui nécessitent une pause du processus pour régénérer chimiquement les résines échangeuses d'ions.
La résine échangeuse d'ions a pour but de maintenir une conductance stable dans l'eau d'alimentation. Sans la résine, les ions pourraient être éliminés initialement, mais la conductance électrique chuterait considérablement à mesure que la concentration d'ions diminue. Avec une conductance plus faible, les électrodes seraient moins capables de diriger efficacement le flux d'électrons à travers la cellule, alors qu'avec l'ajout de résine et donc une conductance stable, le flux d'électrons reste stable et assure un taux constant d'élimination des ions. Avec une résine, par conséquent, les concentrations finales d'ions restantes dans l'eau traitée peuvent être inférieures de plusieurs ordres de grandeur

## Schéma d'installation
L'installation d'électrodéionisation typique comprend les composants suivants : électrodes, membranes échangeuses d'anions, membranes échangeuses de cations et résine. Les configurations les plus simples comportent trois compartiments. Pour augmenter l'intensité ou l'efficacité de la production, le nombre de compartiments ou de cellules peut être augmenté à volonté.

Schéma de l'installation, le nombre de chambres peut être important

Une fois que le système est installé et relié à l'eau d'alimentation, les cations s'écoulent vers la cathode et les anions s'écoulent vers l'anode. Seuls les anions peuvent passer par la membrane échangeuse d'anions et seuls les cations peuvent passer par la membrane échangeuse de cations. Cette configuration permet aux anions et aux cations de circuler dans une seule direction en raison de la sélectivité des membranes et des forces électriques, rendant l'eau d'alimentation relativement exempte d'ions. Il permet également la collecte séparée des flux de concentration de cations et d'anions, créant la possibilité d'une élimination, d'un recyclage ou d'une réutilisation plus sélectifs des déchets; ceci est particulièrement utile pour l'élimination métal lourd cation.